# Olous
Olous of Olus (Oudgrieks Ὄλους, of Ὄλουλις) was een van de belangrijkste havens van Oost-Kreta en is omstreeks 200 jaar v.Chr. in zee verzonken voor de kust van het huidige Elounda, Kreta, Griekenland. De verzinking en verwoesting van de stad Olous worden toegeschreven aan uitbarstingen van de vulkaan op het eiland Santorini, ongeveer 75 km ten noorden van Kreta.

## Geschiedenis
Na voortdurende grensconflicten met het heuvelfort van Lato, sloten de burgers van Olous uiteindelijk een verdrag met de burgers van Lato. Er was een tempel van Britomartis in de stad, wiens houten standbeeld was opgericht door Daedalus, de mythische voorouder van de Daedalidae, en de vader van de Kretenzische kunst. Haar gezicht wordt afgebeeld op de munten van Olous..

## Huidige condities
Archeologen hebben standbeelden, vazen en ook geldstukken met de naam Olous erin gegraveerd gevonden. Ook hebben zij oude teksten in de ruïnes ontdekt die de stad verbinden met de oude steden van Knossos en het eiland Rhodos. De verzonken stad kan door zwemmende toeristen in de Baai van Elounda worden bekeken. De enige zichtbare overblijfselen die nu nog van deze stad te zien zijn, zijn enkele zigzaggende muurfragmenten voor het kerkje aan de kust tussen Elounda en Spinalonga.